# Venezillo orbicularis
Venezillo orbicularis är en kräftdjursart som först beskrevs av Gustav Budde-Lund 1885.  Venezillo orbicularis ingår i släktet Venezillo och familjen Armadillidae. Inga underarter finns listade i Catalogue of Life.